# Kazatelna (Východolabská tabule)
Kazatelna (305 m n. m.) je vrch na pomezí okresů Jičín a Hradec Králové v Královéhradeckém kraji. Leží asi 1,5 km jjv. od obce Třebnouševes, přesně na pomezí katastrálních území vsí Ostrov a Klenice.

## Popis
Vrchol Kazatelna (na mapách není značen) leží v západní části zalesněného hřbetu, jenž je součástí přírodní památky Kazatelna (habrová doubrava s cennou květenou). Ve východní části leží na mapách značený vrchol Bílý kopec (302 m n. m.) na katastru obce Rašín.

## Geomorfologické zařazení
Geomorfologicky vrch náleží do celku Východolabská tabule, podcelku Cidlinská tabule a okrsku Nechanická tabule.